# 高山允伯
髙山 允伯（たかやま まさのり、1943年2月4日 - 2018年5月11日）は、群馬県出身の日本の会社経営者。東京コンピュータサービス株式会社（現：TCSホールディングス株式会社）の創業者。

## 略歴
1943年群馬県生まれ。1961年群馬県立前橋高等学校卒業。1966年早稲田大学商学部卒業。
1971年に東京駿河台にて東京コンピュータサービス(TCS、現：株式会社マーブル)を創業。
2018年5月11日、肝不全にて75歳で急逝。